# Sainte-Colombe-de-Villeneuve
Sainte-Colombe-de-Villeneuve è un comune francese di 449 abitanti situato nel dipartimento del Lot e Garonna nella regione della Nuova Aquitania.

## Società

### Evoluzione demografica
Abitanti censiti